# 래리 데이비드
래리 데이비드(Larry David, 1947년 7월 2일 ~ )는 미국의 희극인, 작가, 배우, 텔레비전 제작자이다. 공동 기획, 각본, 제작, 출연을 맡은 NBC 시트콤 《사인펠드》(1989-98)로 프라임타임 에미상을 두 차례 수상하였으며, 기획, 각본, 총괄 제작을 역임한 HBO 시트콤 《커브 유어 엔수지애즘》(2000-현재)에서 허구화한 본인 역을 연기하여 골든 글로브상 뮤지컬·코미디 시리즈 부문 남우주연상 후보에 세 차례 올랐다.

## 출연 작품

### 영화
- 라디오 데이즈 (1987)
- 뉴욕스토리 (1989)
- 엔비 (2004)
- Fuel (2008) - 다큐멘터리
- 왓에버 웍스 (2009)
- 우디 앨런: 우리가 몰랐던 이야기 (2011, Woody Allen: A Documentary) - 다큐멘터리
- 바보 삼총사 (2012)
- Clear History (2013)
- Misery Loves Comedy (2014)
- Where Have You Gone, Lou diMaggio? (2017) - 다큐멘터리

### 텔레비전
- 새터데이 나이트 라이브 (1984-85) - 각본 겸임
- 사인펠드 (1989-98) - 공동 기획, 각본, 제작 겸임
- 커브 유어 엔수지애즘 (2000-현재) - 기획, 각본, 총괄 제작 겸임